# (79992) 1999 FS4
(79992) 1999 FS4 là một tiểu hành tinh vành đai chính. Nó được phát hiện bởi Kitt Peak ngày 17 tháng 03 năm 1999.